# 聖吉列爾莫國家公園

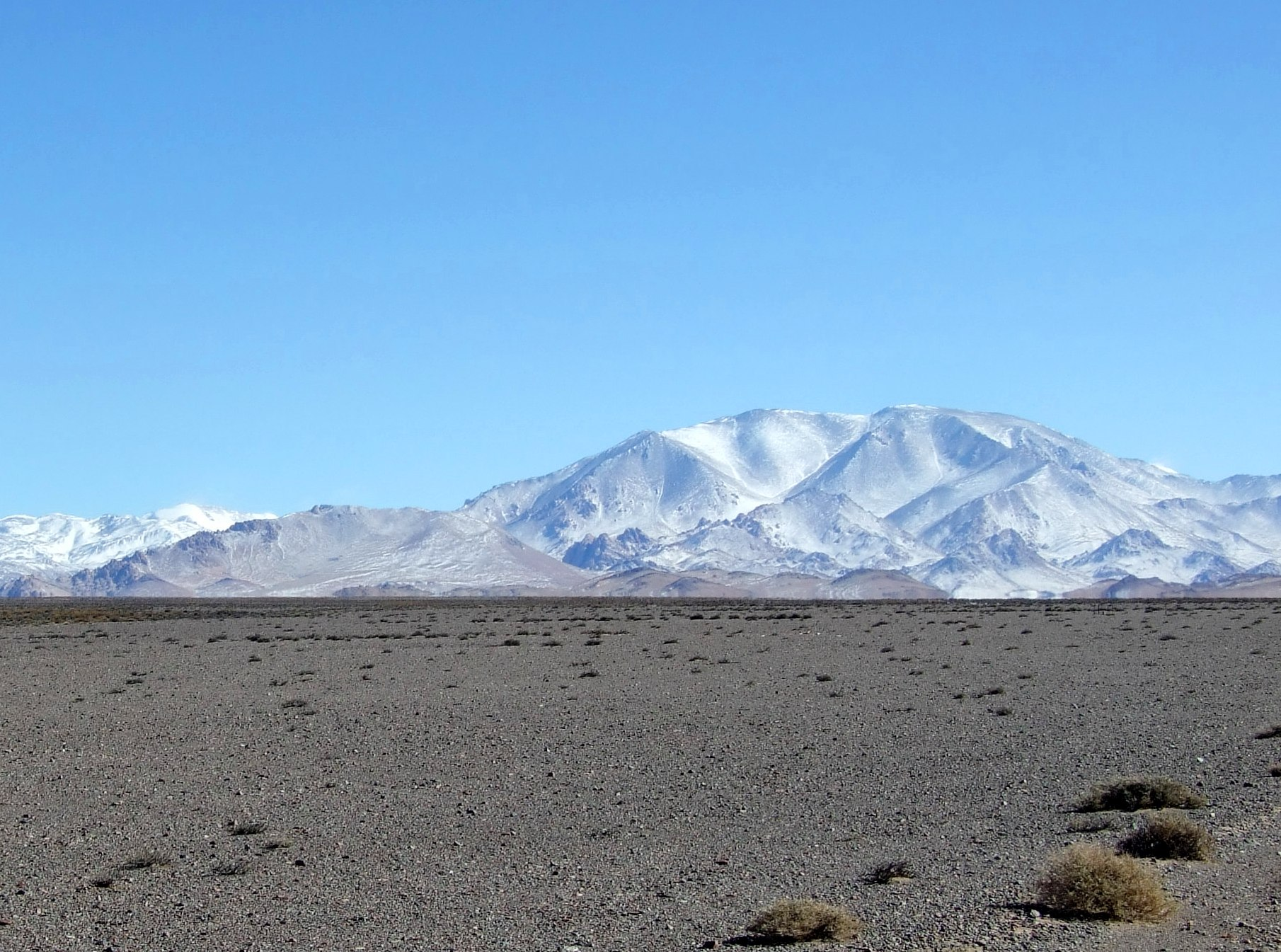

29°25′00″S 69°15′00″W / 29.4167°S 69.25°W
聖吉列爾莫國家公園（西班牙語：Parque Nacional San Guillermo）是阿根廷聖胡安省的國家公園，位於該國西北部，距離聖胡安455公里，面積1,660平方公里，成立於1999年1月13日。